# Hraniční přechod Pavlův Studenec – Bärnau
Hraniční přechod Pavlův Studenec – Bärnau (německy Grenzübergang Bärnau – Pavlův Studenec) je bývalý silniční hraniční přechod, který se nachází na česko-německé státní hranici na hraničním úseku V/1 - V/2 mezi zaniklou českou obcí Pavlův Studenec (okres Tachov, Plzeňský kraj) a německým městem Bärnau (zemský okres Tirschenreuth, spolková země Bavorsko). Přechod leží v nadmořské výšce 755 m n. m. na silnici II/199. Před zrušením byl určen pro pěší, cyklisty a motocykly.
Hraniční přechod byl zrušen při vstupu České republiky do Schengenského prostoru v roce 2007. V případě dočasného znovuzavedení ochrany vnitřních hranic je provoz na hraničním přechodu upraven Sdělením Ministerstva vnitra č. 395/2021 Sb.